# Танк (пограничный регион)

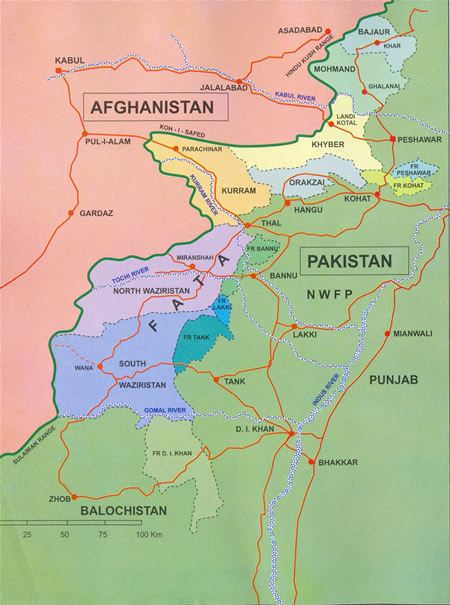
Пограничные регионы и Федерально управляемые племенные территории.

Пограничный регион Танк (англ. Frontier Region Tank) представляет собой небольшую административную единицу в Федерально управляемой племенной территории в Пакистане. Регион граничит с одноимённым округом на юго-востоке, с округом Лакки-Марват  на северо-востоке и агентством Южный Вазиристан. Регион находится в ведении офицера районной координации округа Танк. Общее управление пограничных регионов осуществляется через секретариат племенных территорий, расположенный в городе Пешаваре.

## География и климат
Регион холмист, постепенно возвышаясь с северо-запада на юго-восток. Самая высокая точка региона расположена на высоте 1943 м над уровнем моря. Данный регион характеризуется жарким летом и холодной зимой. Летний сезон продолжается с апреля по октябрь, зимний сезон — с ноября по март.

## Демография
Основное племя в регионе — Бхиттани (которое также проживает в пограничных регионах Дера-Исмаил-Хан и Банну).